# Hradiště Eketorp
Hradiště Eketorp, švédsky Eketorps borg nebo Eketorps fornborg, je hradiště z doby železné, které bylo ve středověku rozsáhle přestavěno a rozšířeno. Nachází se u vesnice Eketorp v okrese Mörbylånga na ostrově Öland v kraji Kalmar v jižním Švédsku. Ve 20. století bylo zrekonstruováno a stalo se hojně navštěvovaným turistickým cílem. Toto hradiště je jediným z 19 známých pravěkých opevnění na Ölandu, které bylo kompletně vykopáno a z něhož bylo získáno asi 26 000 nálezů.

## Další informace
Prvotní kruhové hradiště o průměru 57 m bylo postaveno kolem roku 400 n. l. a předpokládá se, že sloužilo jako shromaždiště při náboženských obřadech a jako útočiště pro místní obyvatele před nepřáteli. V 6. století byl průměr kruhového hradiště zvětšen na 80 m. V polovině 7. století bylo hradiště záhadně opuštěno a zůstalo nevyužité až do počátku 11. století, kdy bylo opraveno a byla postavena druhá vnější obranná zeď. Později hradiště zaniklo a ve 20. století bylo vykopáno, komplexně archeologicky prozkoumáno v roce 1974 a znovu postaveno. V současné době slouží hradiště jako oblíbená turistická lokalita Ölandu. V muzeu, je vystaveno několik nálezů a v hradišti se konají programy pro návštěvníky. Vstup je zpoplatněn.

## Galerie

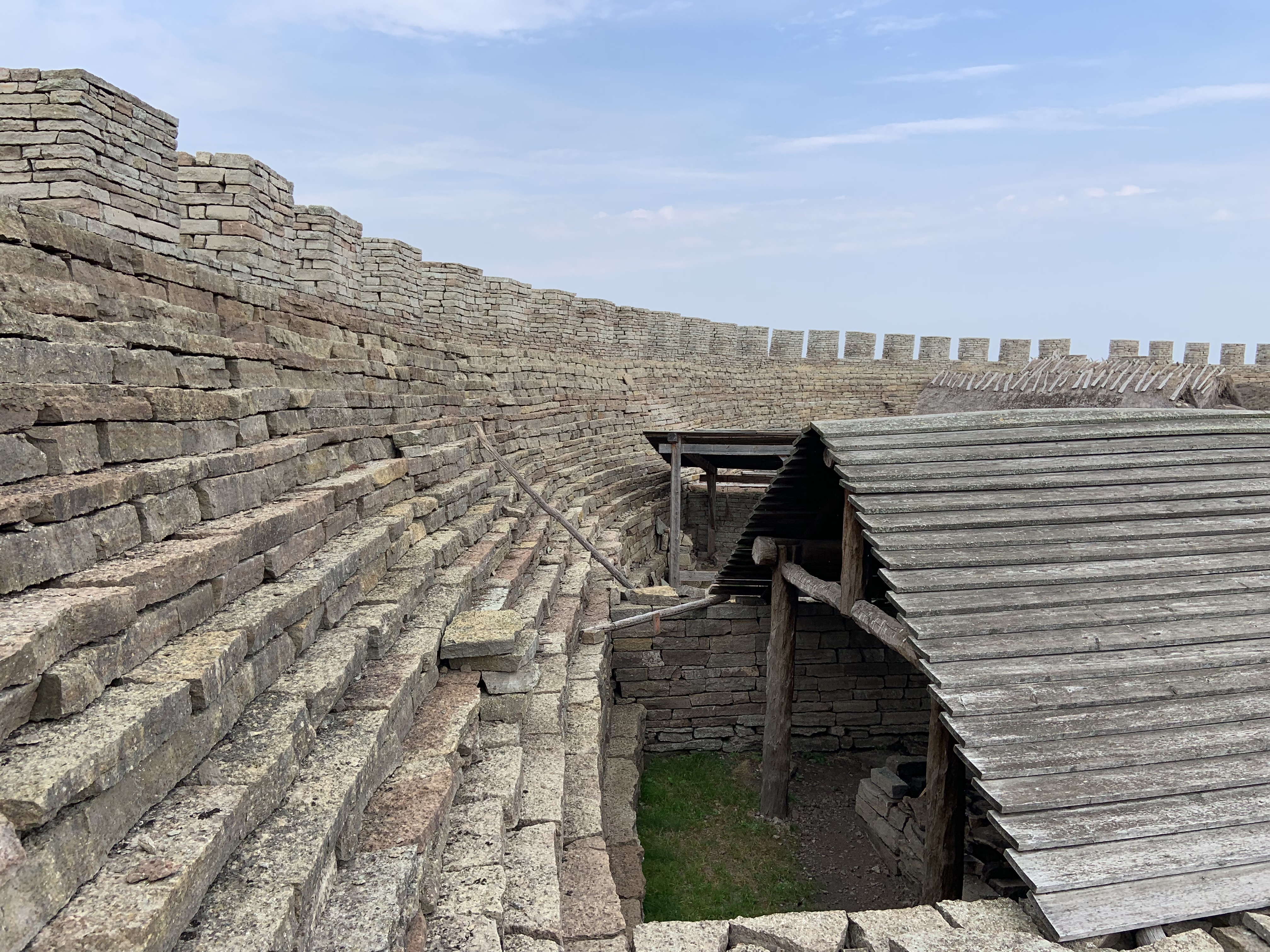
Hradba
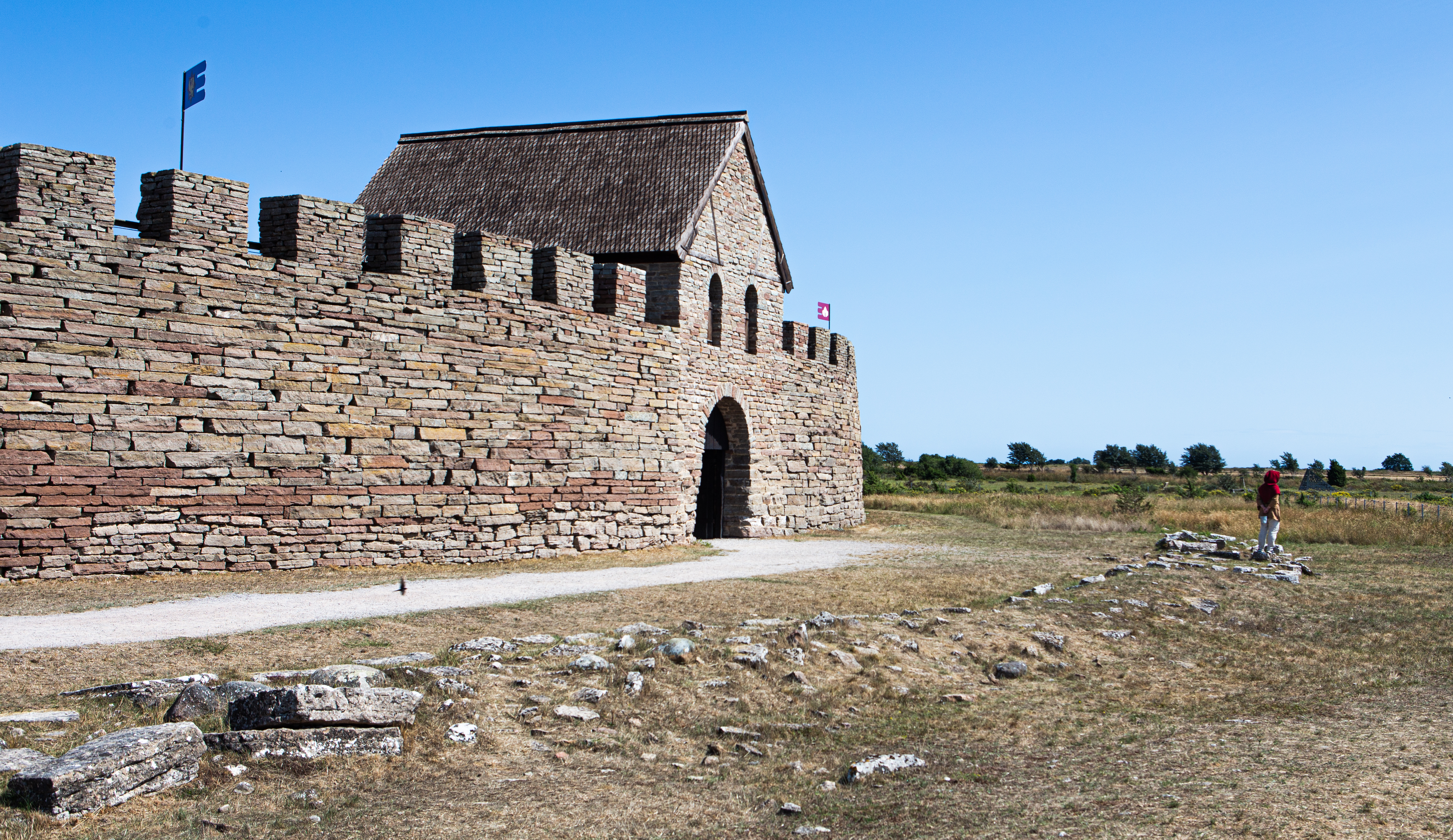
Vstupní brána
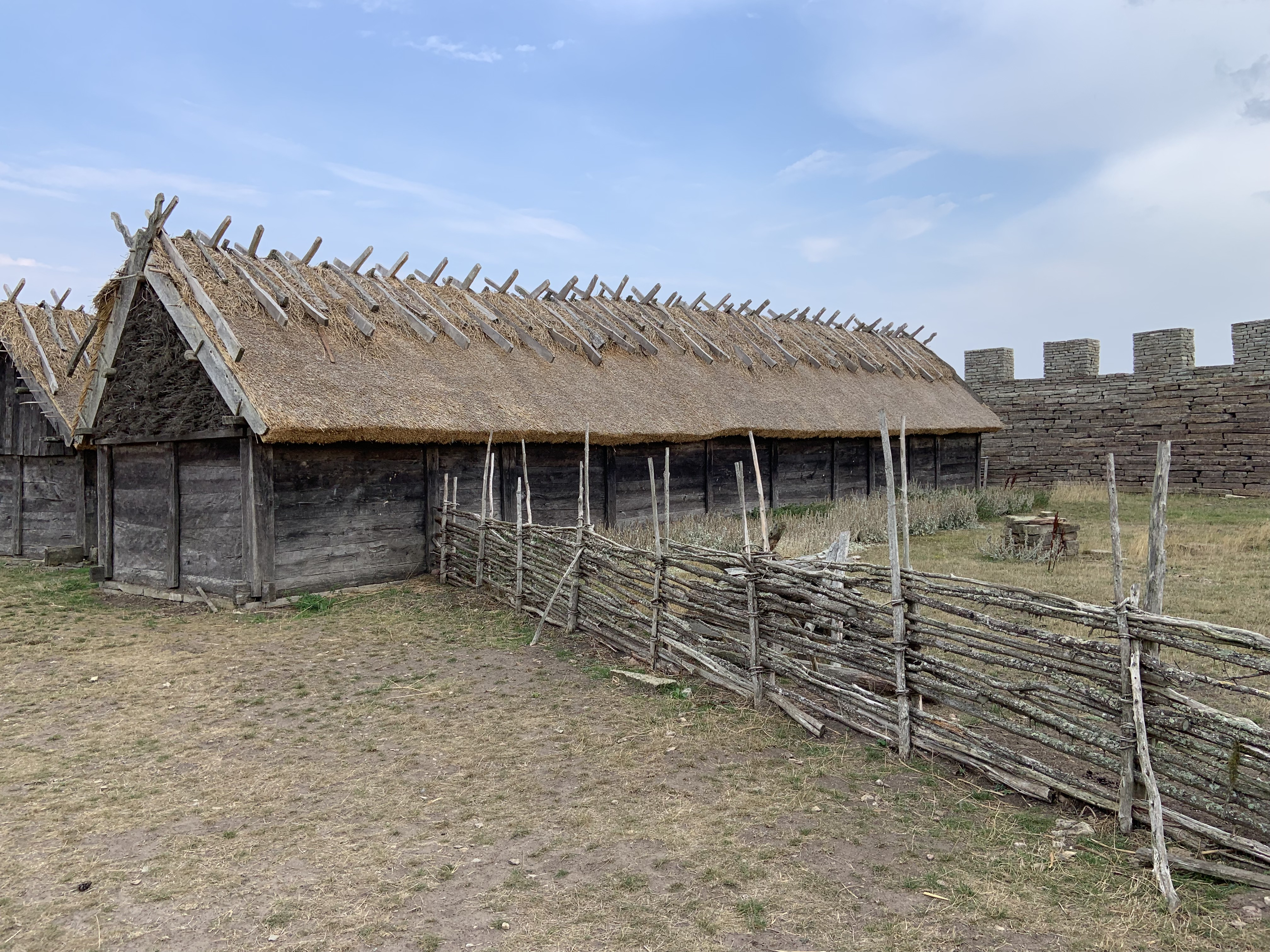
Budova uvnitř hradiště
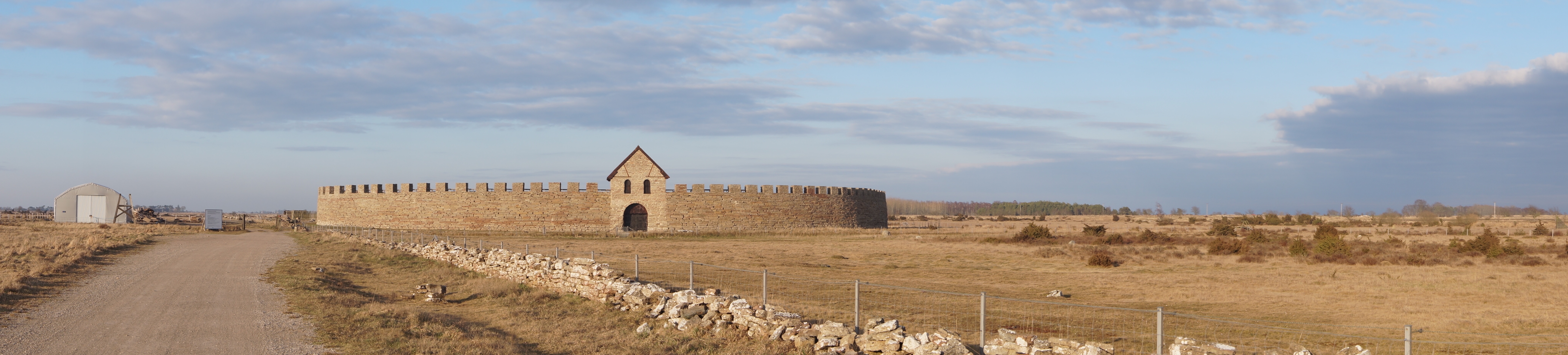
Panoramatický pohled na hrad
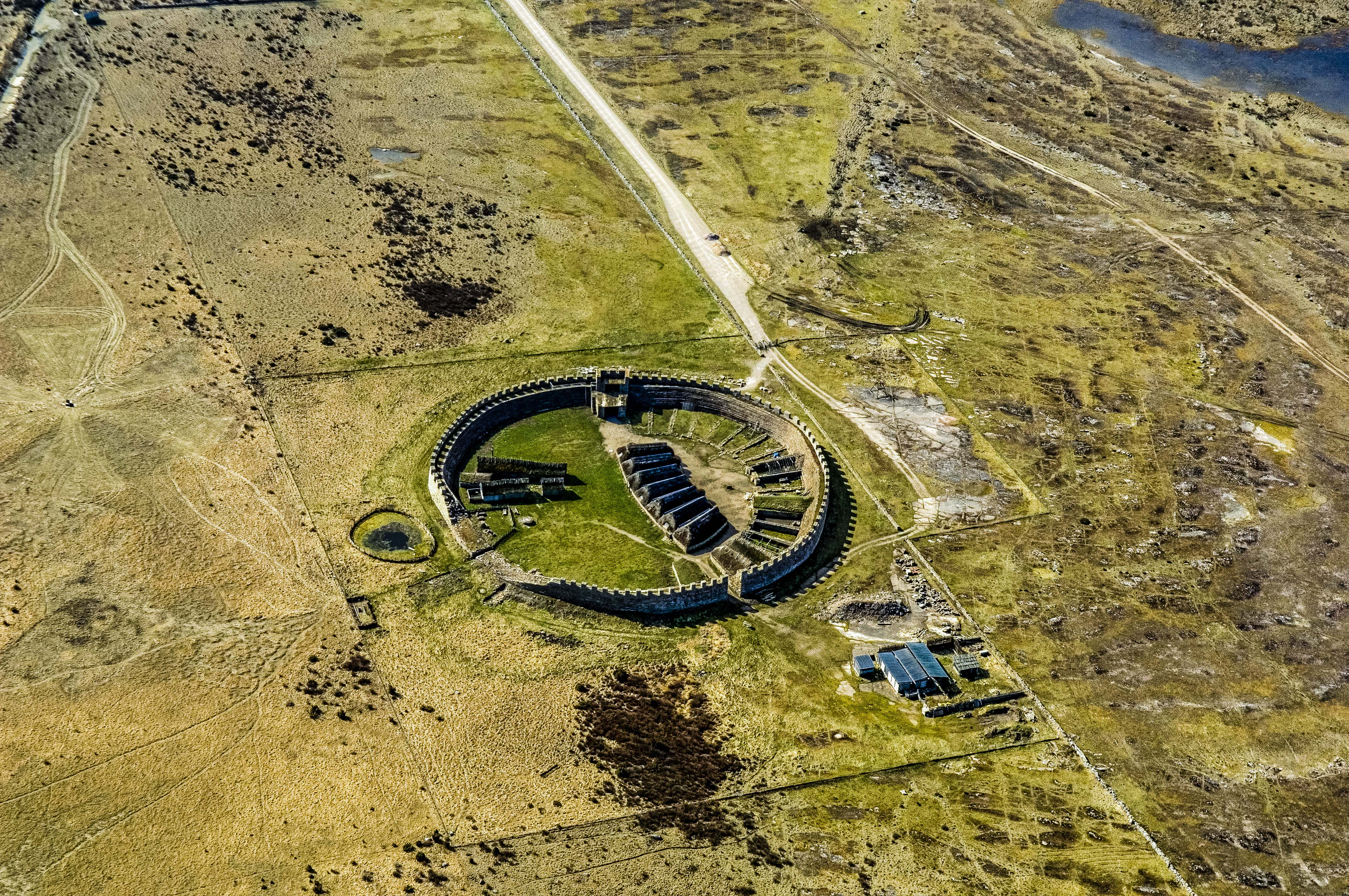
Letecký pohled na hrad
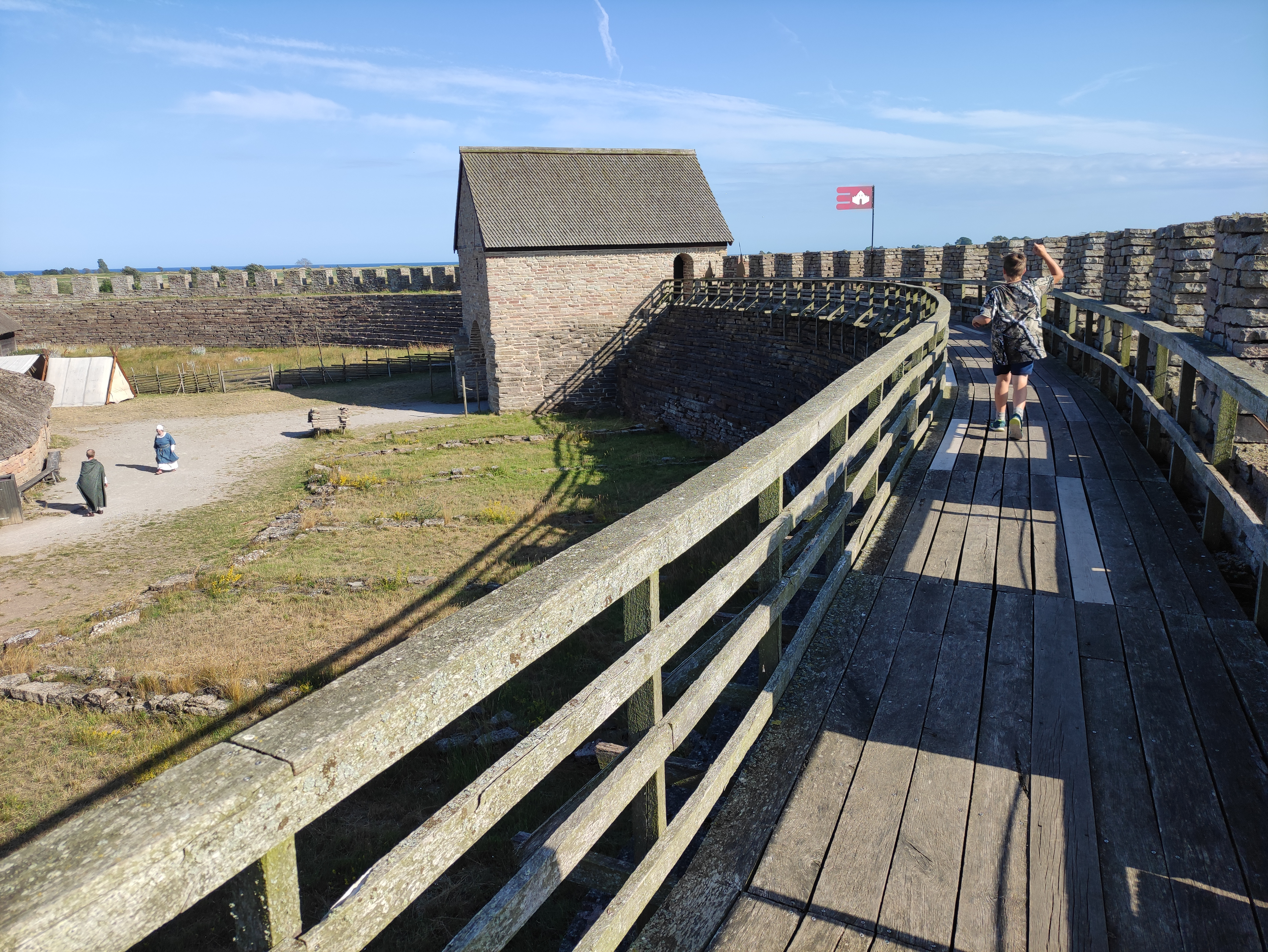
Na hradbách
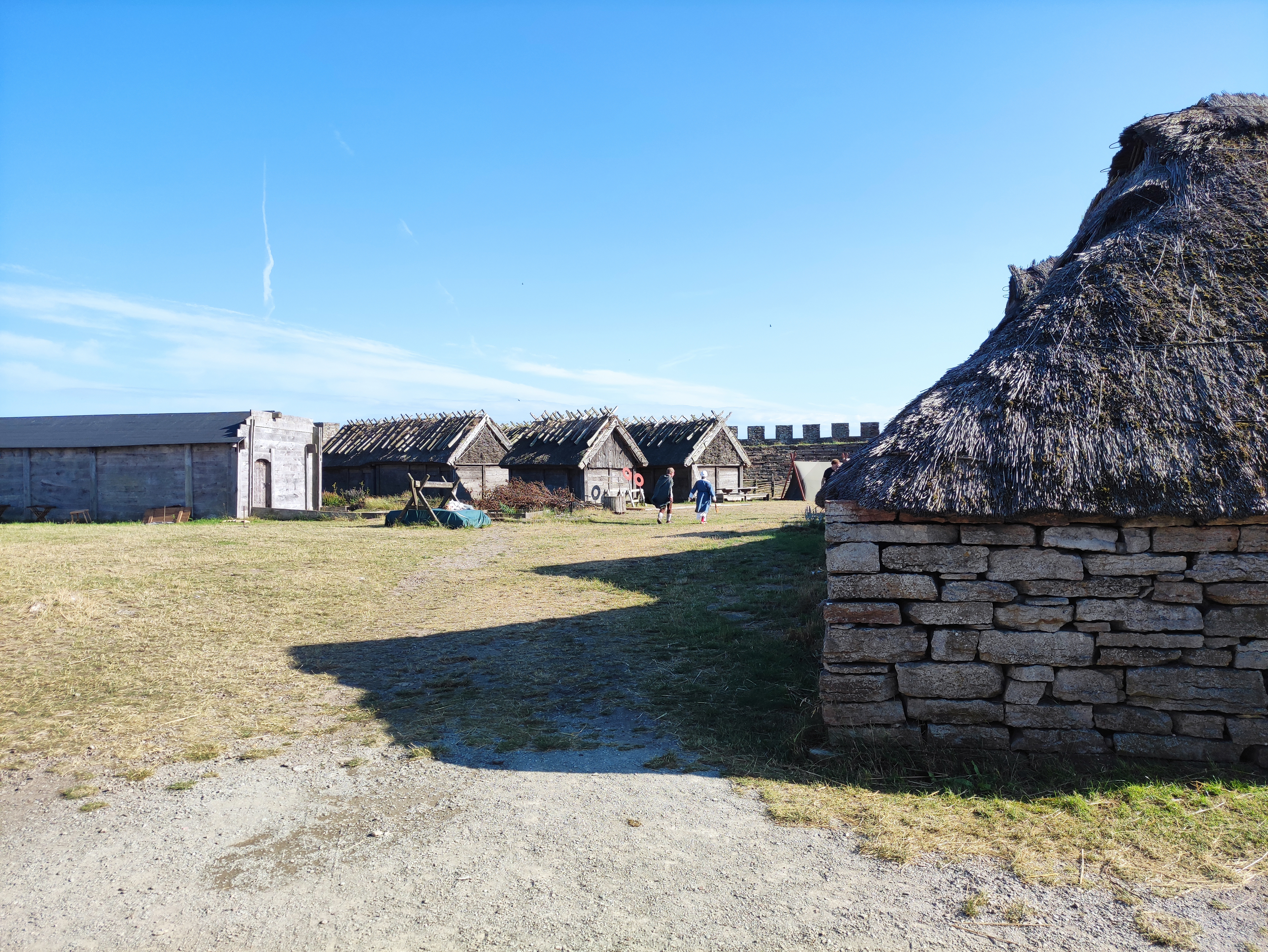
Budovy uvnitř hradu